# Gstellihorn
Ne doit pas être confondu avec le Gstellihore ou Gstellihorn, autres noms de la dent Blanche (Alpes bernoises).
Le Gstellihorn est un sommet des Alpes bernoises, en Suisse, situé dans le canton de Berne. Il culmine à 2 855 m d'altitude.

## Géographie
Avec le Grosses Engelhorn, le Chlys Engelhorn, le Hohjegiburg et le Tennhorn, il forme le chaînon des Engelhörner. Il en est le sommet le plus haut et le plus méridional. Il domine la vallée de l'Urbach à l'est et le glacier du Rosenlaui au sud-ouest.